# Cupaniopsis flagelliformis
Cupaniopsis flagelliformis är en kinesträdsväxtart som först beskrevs av Jacob Whitman Bailey, och fick sitt nu gällande namn av Ludwig Radlkofer. Cupaniopsis flagelliformis ingår i släktet Cupaniopsis och familjen kinesträdsväxter. Utöver nominatformen finns också underarten C. f. australis.